# Юта (долина)
Юта (англ. Utah Valley) — долина на севере штата Юта.
Долина Юта расположена вокруг одноимённого озера и является частью хребта Уосатч. Озеро и долина являются остатком более крупного озера Бонневилл, которое существовало здесь в плейстоцене, его максимальная площадь около 30 тыс. лет до нашей эры составляла около 51 тыс. км². Водная поверхность находилась на высоте около 1550 м над уровнем моря.
На территории долины расположены города Прово и Орем с пригородами и прилегающими населёнными пунктами (Американ-Форк, Лихай, Саратога-Спрингс, Спрингвилл и другие). Жители округа часто называют местность Счастливой долиной. Население долины Юты оценивается Бюро переписи населения США в 575 тыс. человек. Около 70 % жителей причисляют себя к Святым последних дней.
В долине находятся крупные университеты — крупнейший в штате университет долины Юты и второй в США по количеству студентов частный университет — Бригама Янга. В Ореме также расположен один из кампусов университета штата Юта. Количество студентов долины оценивается в 62 тыс. человек.
Северная часть долины Юты называется Силиконовыми склонами и включает в себя штаб-квартиры и региональные офисы многих известных технологических компаний, включая Adobe, Ancestry, Entrata, совместное предприятие Intel и Micron IM Flash, Microsoft, Novell Inc., Oracle, SanDisk, Qualtrics, и крупнейший центр обработки данных АНБ. В Прово расположена штаб-квартира оружейной компании North American Arms.

## Галерея

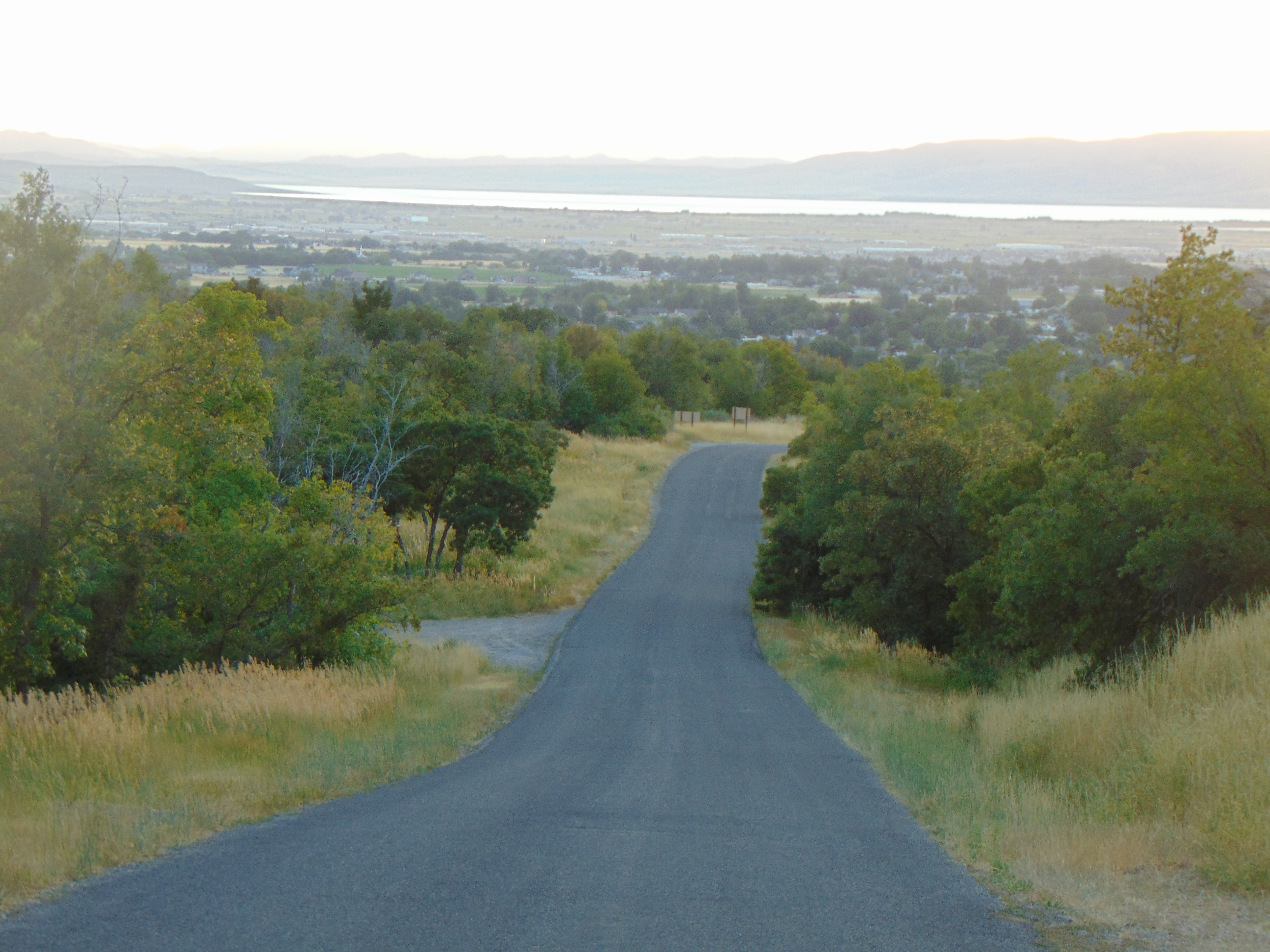
Дорога в долину
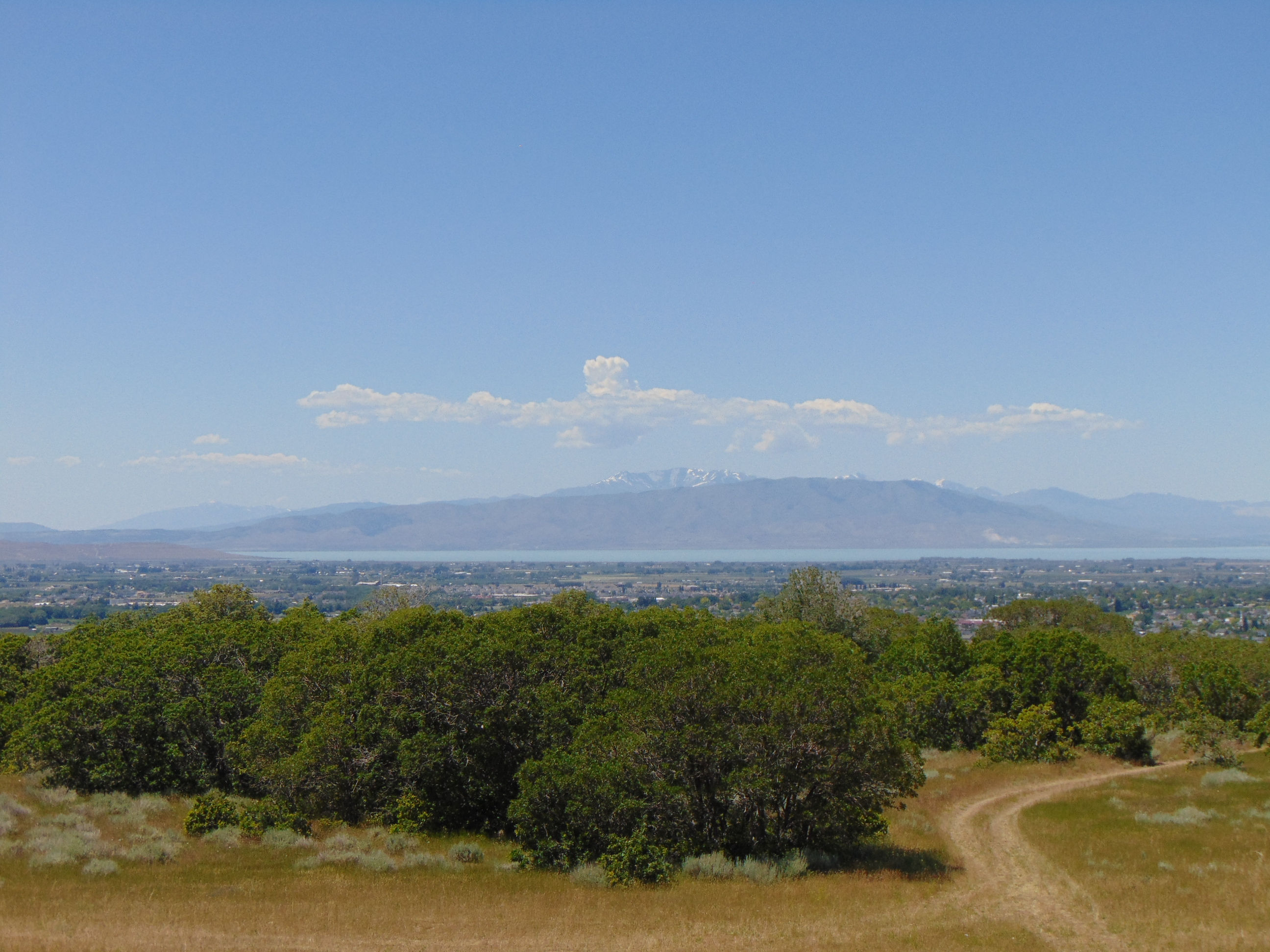
Долина в мае
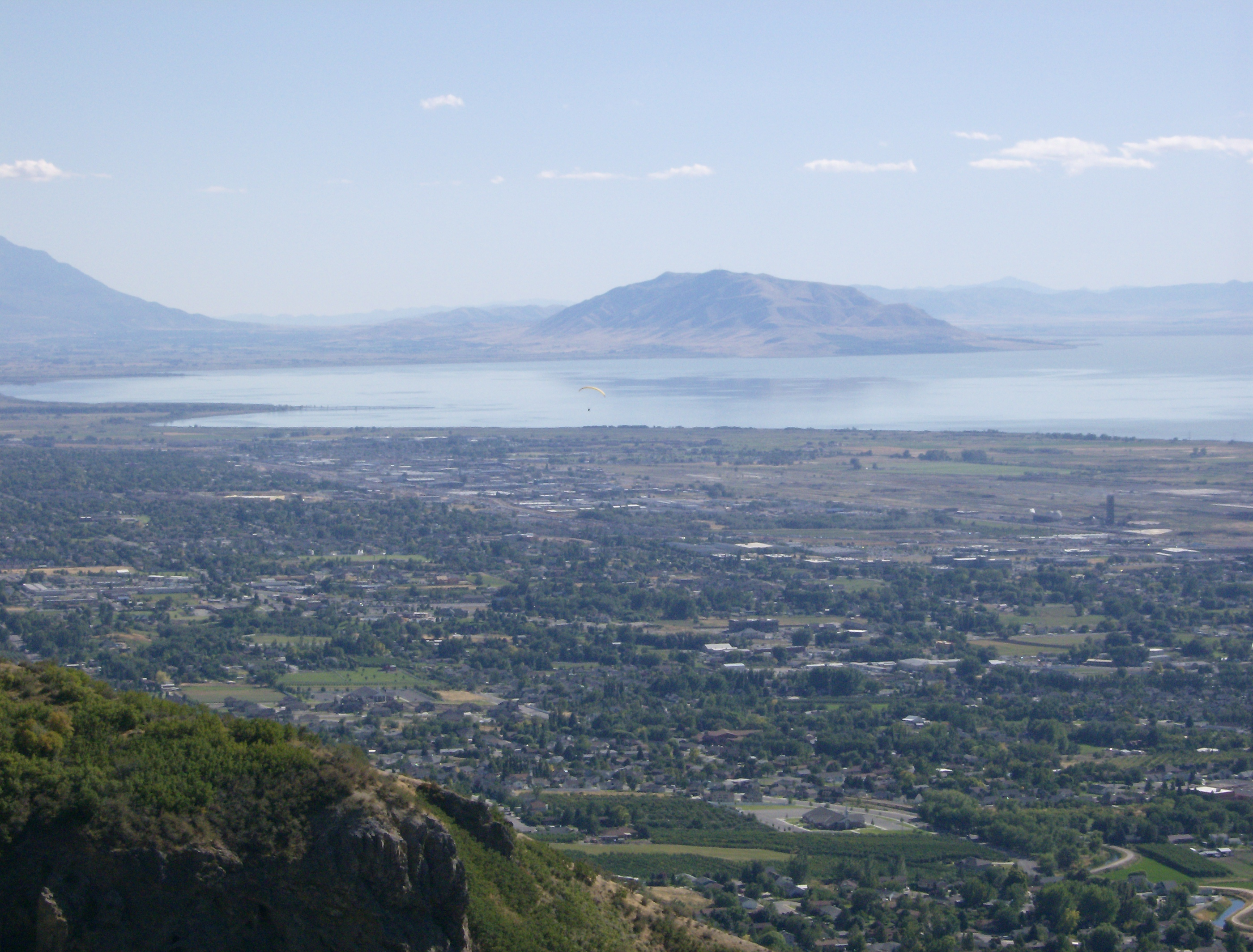
Долина в сентябре
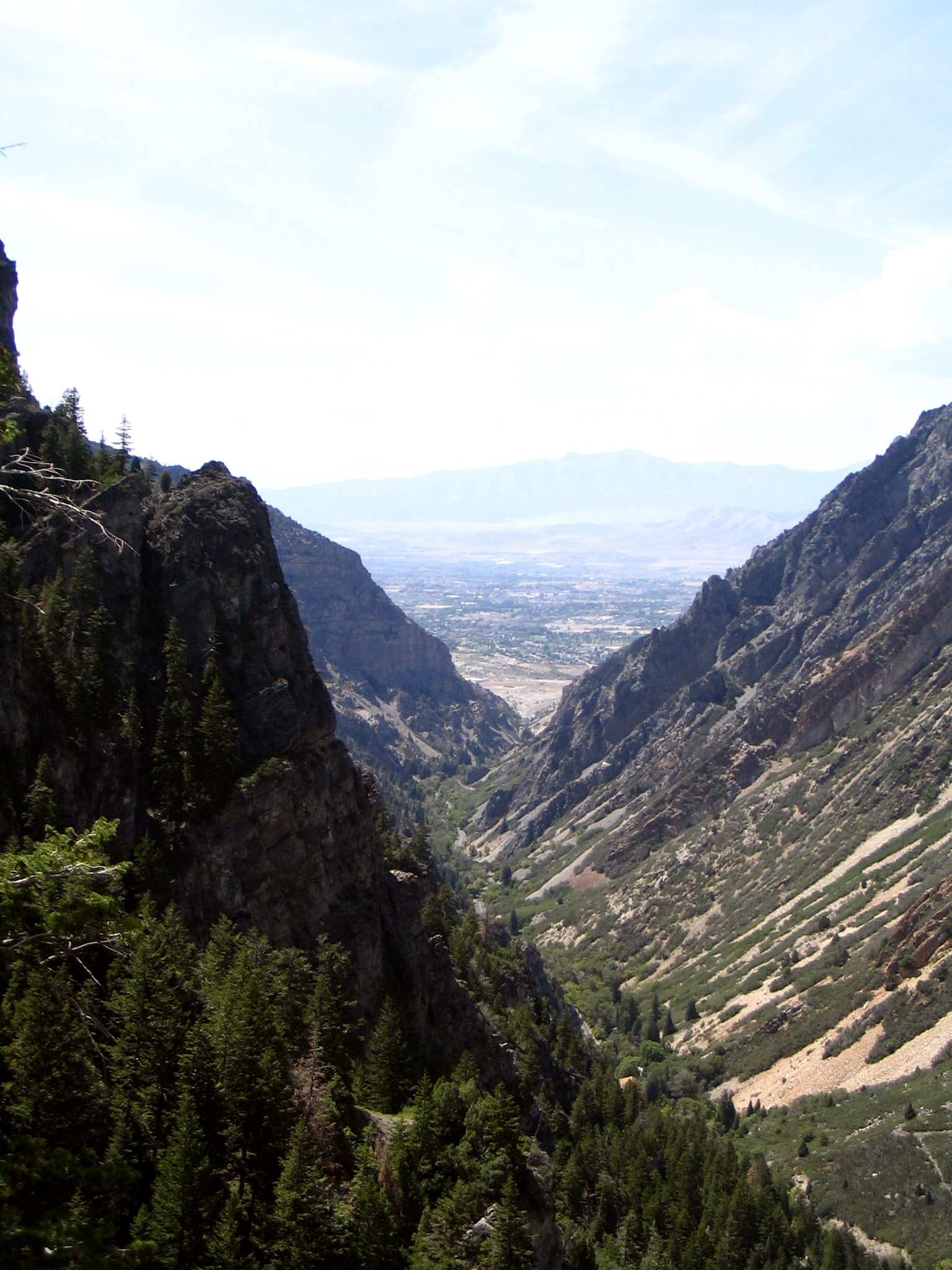
Долина со стороны горы Тимпаногос